# Терновые Поды
Терновые Поды (укр. Тернові Поди) — посёлок в Снигирёвском районе Николаевской области Украины.
Основано в 1876 году. Население по переписи 2001 года составляло 165 человек. Почтовый индекс — 57360. Телефонный код — 5162.

## Местный совет
57360, Николаевская обл., Снигирёвский р-н, пос. Красное Знамя, ул. Чапаева, 5